# 比洛加利齊亞
51°16′27″N 33°56′52″E / 51.27417°N 33.94778°E
比洛哈利察（烏克蘭語：Білогалиця）是位於烏克蘭東北部的村莊，由蘇梅州科諾托普區的普蒂夫利市鎮負責管轄。該村距離庫爾久莫韋、松采韋、波尼濟夫卡、扎里和切爾沃涅奧濟羅1.5公里，海拔高度137米，2001年人口63。